# احولی سیستانی
احولی سیستانی، شاعر و ادیب سیستانی است که در سال ۱۰۲۴ به هند مهاجرت کرد. ملاعبدالنبی فخرالزمانی قزوینی، «مؤلف تذکره میخانه‌ها» به سال ۱۰۲۶ احولی را در شهر دلپذیر کشمیر ملاقات کرده‌است.
احمدگلچین معانی، درکتاب «کاروان هند» احولی را تخلص شاعر می‌داند که بعداً به بسمل تغییر تخلص داده‌است.
او در سال ۱۰۳۱ هجری قمری به سیستان بازمی‌گردد. برای وفات این شاعر تاریخی ذکر نشده‌است.
دیوان احولی سیستانی مشتمل برپنج هزار بیت است.
| ساقی بده آن باده که غارتگر هوش است |  | چون عشق کلید در دلهای خموش است     |
| آن آتش گلفام که در چشم صراحی       |  | چون خون به دل اهل محبت همه جوش است |

## جستار های وابسته
- سیستان
- شاعران ایرانی